# Магнезијум алуминат
Магнезијум алуминат, , је оксид магнезијума и алуминијума.
Такође носи назив и магнезијум алуминијум оксид.
Његов минерал је спинел.